# Elisabetta Conci
Elisabetta Conci, née le 23 mars 1895 à Trente, morte le 1er novembre 1965 à  Mollaro, est une femme politique italienne. 
Membre de la Démocratie chrétienne, elle est élue à l'Assemblée constituante en 1946, faisant partie des premières italiennes élues au Parlement. Elle est ensuite élue à la Chambre des députés en 1948, où elle siège jusqu'à sa mort.

## Biographie
Fille du sénateur Enrico Conci, elle reçoit une éducation catholique et suit des études de philosophie à l'université de Vienne de 1915 à 1919. Elle s'inscrit ensuite à la faculté de lettres de l'université de Rome, obtenant le laurea en 1920.
Elle compte parmi les fondatrices du Parti populaire en 1919, et milite à la Fédération des universitaires catholiques italiens (FUCI), dont elle préside la section romaine. Au congrès national de la FUCI de 1920, à Trente, elle rencontre Alcide De Gasperi, futur fondateur de la Démocratie chrétienne.
Elle est enseignante d'allemand de 1923 à 1945 à Trente et milite à l'Action catholique italienne. En 1933, elle adhère au fascio féminin de Trente mais critique les lois raciales du gouvernement Mussolini et l'entrée en guerre de l'Italie.
Son père, ancien membre du PPI ne pouvant se présenter du fait de son soutien au régime fasciste, Elisabetta Conci est candidate à l'Assemblée constituante de la République italienne de 1946 pour la Démocratie chrétienne. Elle est élue et siège à la commission chargée de coordonner les statuts spéciaux d'autonomie régionale avec la Charte constitutionnelle. Elle siège ensuite lors des quatre premières législatures de la République italienne.
Engagée dans la construction européenne, elle est suppléante dans la délégation italienne à l'Assemblée parlementaire du Conseil de l'Europe de 1949 à 1965, et participe à la création, en 1955, de l'Union européenne des femmes, structure d'échanges et de réflexions d'obédience de centre et de droite qu'elle préside de 1959 à 1963. 
Elle est surnommée « la pasionaria bianca ».